# 蔡逸美
蔡逸美，香港民间慈善机构中华文教促进会的创始人，德国钱币学家布威纳的妻子。

## 早年生平
蔡逸美出生在一个旅日华人家庭，在日本东京长大，父亲从事钻石生意，1975年夏随父亲到香港时与后来的丈夫德国钱币学家布威纳结识，一年多后两人结婚，从此蔡逸美也被称为“布太”。

## 慈善
蔡逸美从2002年开始在广东省肇庆市怀集县桥头镇助学，并积极发动香港、澳大利亚、马来西亚等地热心人士到怀集助学，2006年在香港注册成立中华文教促进会，助学范围扩展到梅州市、英德市等地的山区。为贫困山区学生提供助学金，改善山区小学的学校设施，为山区小学修建厕所、篮球场、厨房、浴室以及维修校舍等。资助贫困学生完成学业，并引导受资助者投入慈善行列。